# 舊波里奇恰
49°14′45″N 26°37′0″E / 49.24583°N 26.61667°E
舊波里奇恰（烏克蘭語：Старе Поріччя）是位於烏克蘭西部的村莊，由赫梅利尼茨基州裡赫梅利尼茨基區的霍羅多克市鎮負責管轄。該村始建於1818年，面積1.58平方公里，海拔高度301米，2001年人口244，人口密度每平方公里154.5人。